# José Antonio Caro Martínez
José Antonio Caro Martínez (Estepa, España, 8 de marzo de 1993), más conocido como Caro, es un futbolista español que juega de defensa en el C. D. Estepona F. S. de la Segunda Federación.
El 24 de noviembre de 2013 se inauguró en su localidad natal una peña que lleva su nombre con más de 150 socios.
En la temporada 2013-14 fue elegido en el Once de Bronce de la cantera del fútbol español en la demarcación de lateral derecho.

## Trayectoria
Se formó como futbolista en las categorías inferiores del Estepa Industrial CD hasta que fue fichado por el Real Betis Balompié como refuerzo para la zona defensiva de su equipo cadete. Pasó por el equipo de Liga Nacional Juvenil, División de Honor Juvenil y Real Betis Balompié C. En el año 2012 empezó a disputar partidos con el primer equipo filial verdiblanco. Esa misma temporada no se consiguió el objetivo de la permanencia y descendieron a Tercera División. 
La temporada 2013-14 dividió sus labores entre el primer equipo y el filial. Esa temporada terminó con el ascenso a Segunda División B tras ser campeones del Grupo X de Tercera División y jugar el play-off de ascenso. En la temporada 2014-15 consiguieron la permanencia en la división de bronce con la 8.ª posición clasificatoria. En las filas del filial verdiblanco llegó a disputar un total de 60 encuentros.
El 4 de mayo de 2013 fue convocado con el primer equipo del Real Betis Balompié para disputar el partido de la 34.ª jornada del Campeonato Nacional de Liga frente al F. C. Barcelona en el Camp Nou debido a la cantidad de bajas en defensa, aunque no llegó a debutar. Fue llamado por Pepe Mel para realizar la pretemporada 2013-14 con el primer equipo en sus dos concentraciones (en territorio español e inglés).
El 3 de noviembre de 2013 fue convocado nuevamente para disputar el partido de la 11.ª jornada de Liga frente al Málaga C. F. en La Rosaleda. Debutó en el minuto 54 sustituyendo a Damien Perquis que se retiró inconsciente tras un golpe con Fabrice Olinga. Cuatro días después se estrenó como titular en la Liga Europa frente al Vitória de Guimarães. El partido finalizó con victoria verdiblanca por 0-1 con gol de Chuli en el minuto 93. Llegó a disputar 14 encuentros con el primer equipo del Real Betis Balompié: 4 en Primera División, 4 en Segunda División, 3 en Copa del Rey y 3 en Liga Europa. Fue titular y disputó los 90 minutos en el encuentro de octavos de final de esta última competición en el que el Real Betis Balompié venció 0-2 al Sevilla F. C. en el Ramón Sánchez Pizjuán. 
Entre 2016 y 2020 hizo carrera en la Segunda División con el Elche C. F., el Córdoba C. F. y el Albacete Balompié. El 9 de septiembre de 2020 fichó por el N. K. Osijek que militaba en la Primera Liga de Croacia.
El 20 de enero de 2022 firmó hasta final de la temporada por el UCAM Murcia C. F., regresando así al fútbol español. Con este equipo compitió en la Primera Federación, algo que también hizo las siguientes campañas en el Linares Deportivo y la U. D. Melilla. Tras su salida de este último, fichó en agosto de 2024 por el C. D. Estepona F. S. que competía en la Segunda Federación.

## Clubes
| Club                     | País    | Año       |
| ------------------------ | ------- | --------- |
| Betis Deportivo Balompié | España  | 2012-2015 |
| Real Betis Balompié      | España  | 2015-2016 |
| Elche C. F. (cedido)     | España  | 2015-2016 |
| Córdoba C. F.            | España  | 2016-2018 |
| Albacete Balompié        | España  | 2018-2020 |
| N. K. Osijek             | Croacia | 2020-2022 |
| UCAM Murcia C. F.        | España  | 2022      |
| Linares Deportivo        | España  | 2022-2023 |
| U. D. Melilla            | España  | 2023-2024 |
| C. D. Estepona F. S.     | España  | 2024-     |

## Palmarés

### Campeonatos nacionales
| Título                                     | Club                    | País   | Año  |
| ------------------------------------------ | ----------------------- | ------ | ---- |
| Campeonato del Grupo X de Tercera División | Real Betis Balompié "B" | España | 2014 |

### Distinciones individuales
| Distinción                      | Año  |
| ------------------------------- | ---- |
| Once de Bronce del Fútbol Draft | 2014 |